# Petar Novák
Petar Novák (Varnsdorf, 24 agosto 1962) è un ex calciatore cecoslovacco, di ruolo attaccante.

## Palmarès

### Club

#### Competizioni nazionali
- Campionato cecoslovacco: 5

Bohemians 1905: 1982-1983
Sparta Praga: 1984-1985, 1986-1987, 1987-1988, 1988-1989, 1989-1990
- Coppa di Cecoslovacchia: 2

Sparta Praga: 1987-1988, 1988-1989

#### Competizioni internazionali
- Coppa Piano Karl Rappan: 5

Bohemians 1905: 1982, 1983, 1984
Sparta Praga: 1985, 1989

### Individuale
- Capocannoniere della Coppa dei Campioni: 1

1987-1988 (4 gol ex aequo con Gheorghe Hagi, Jean-Marc Ferreri, Rabah Madjer, Ally McCoist, Míchel, José Rui Lopes Águas)